# الوقاية من فيروس نقص المناعة البشرية

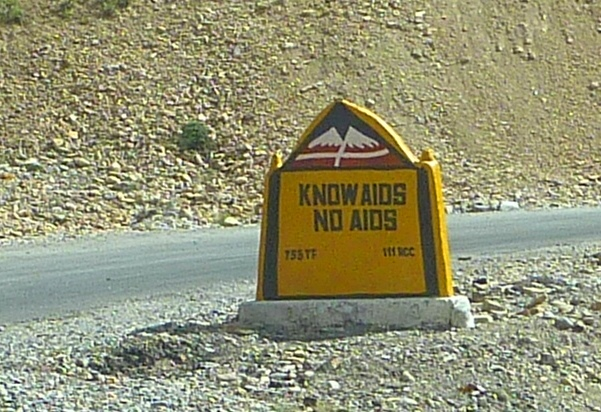
لافتة Know Aids – No Aids في هيماشال براديش بالهند، 2010.

مصطلح الوقاية من فيروس نقص المناعة البشرية عادةً ما يشير إلى مجموعة من الممارسات المعتمدة للحد من انتشار فيروس نقص المناعة البشرية ومرض نقص المناعة البشرية المكتسب «الايدز»  والذي من الممكن أن ينتج عن الإصابة بهذا الفيروس.
وهذه الممارسات منها ما يمكن تطبيقه بواسطة الأفراد لحماية صحتهم الشخصية بشكل فردي وللمحافظة على الاخرين في المجتمع، إلى جانب ممارسات أخرى تطبقها الحكومات والمنظمات المعنية الأخرى وتتبع «سياسات الصحة العامة».

## استراتيجيات الوقاية

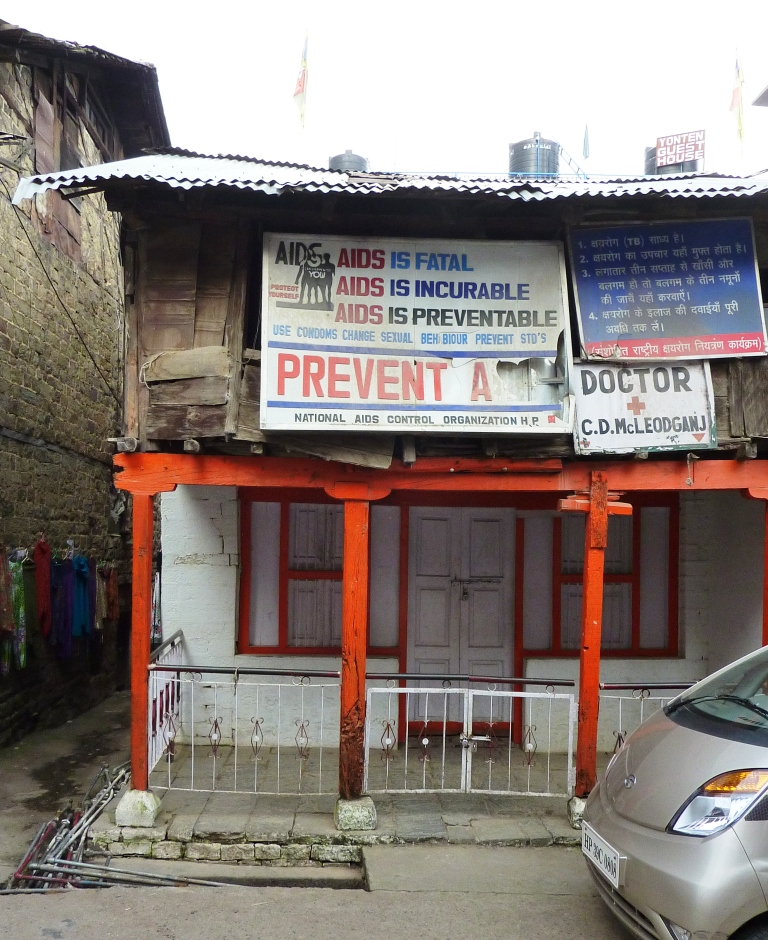
عيادة لعلاج الإيدزفي هيماشال براديش بالهند، 2010

### الاحتياطات الدوائية
وتعتبر من أشهر الوسائل الدوائية لمقاومة فيروس نقص المناعة البشرية وأكثر شيوعًا والتي تشتمل على:
- مبيدات الميكروبات المنقولة جنسيا: وهي مجموعة من الكيماويات الموضعية والتي تختص بقتل الميكروبات والفيروسات التي تنتقل اثناء الممارسة الجنسية.
- احتياطات الوقاية قبل التعرض لممارسة غير آمنة
- احتياطات وقائية بعد الممارسة غير الآمنة
- الختان «حيث يٌزعم أن ختان الذكور يقلل من خطر انتقال فيروس نقص المناعة البشرية مستقبليًا»[1]
- بعض العقاقير المضادة لفيروسات النسخ العكسي «ومنها فيروس نقص المناعة البشرية»
- استخدام الواقي الذكري أثناء الممارسة
- استخدام ابر الحقن الأكثر أمانًا

وعلى الرغم من كل ذلك،  يعد الاستخدام الصحيح للواقي الذكري أثناء الممارسة الجنسية هو الطريقة التي أثبتت أكبر فاعلية علميًا للحد من انتشار الفيروس المسبب للايدز، ولذلك تعد الواقيات الذكرية هي الوسيلة الوحيدة المدعومة من قبل السلطات عالميًا. أما بالنسبة للأمهات المصابة بفيروس نقص المناعة والتي تأمل بعدم انتقال العدوى لاطفالهن أثناء الولادة فتعد العقاقير المضادة لفيروسات النسخ العكسي أفضل السبل لتقليل فرص إصابة الأطفال بالمرض. وحتى الآن ما زالت تبذل جهود كبيرة من جانب العلماء في مختلف دول العالم للحد من انتشار الفيروس.
دائمًا ما يزيد خطر الإصابة بفيروس نقص المناعة عند وجود إصابات فعلية بأمراض أخرى مسبقًا وخصوصًا مصاحبة الفيروس للأمراض المنقولة جنسيًا الأخرى. لذلك دائمًا ما ينصح الاطباء  بالوقاية أو العلاج من الإصابة بالعدوى من الامراض الأخرى مثل: الحلأ «الهيربس» والالتهابات الكبدية الفيروسية أ وب وسي والسيلان والزهري والورم الحليمي البشري ومرض الدرن. وتعد مكافة هذه الأمراض وسيلة غير مباشرة للحد من فرص انتشار فيروس نقص المناعة البشري، وغالبًا ما يتبع الأطباء خطط علاجية دوائية للقضاء على هذه الامراض.
بداية من سبتمبر 2013، أصبح الواقي الذكري متوفرًا في سجون كندا، وأغلب بلاد الاتحاد الأوروبي، وكذلك أستراليا واندونيسيا وجنوب أفريقيا وولاية فيرمونت الأمريكية. وفي 17 سبتمبر من عام 2013، وافق أعضاء مجلس الشيوخ عن ولاية كاليفورنيا على مشروع قرار لتوفير الواقي الذكري في سجون الولاية، ولكنها مازالت لم تتحول لقانون رسمي بعد.

### الاستراتيجيات الاجتماعية
لا تتضمن الاحتياطات الاجتماعية استخدام أي عقار أو وسيلة مادية لتحقق الهدف المنشود، ولكن بدلًا عن ذلك فإنها تطالب الأشخاص بتغيير سلوكياتهم لضمان حمايتهم من خطر الإصابة بفيروس نقص المناعة البشرية، ومن أمثلة هذه الاحتياطات التي تتعلق بالعنصر البشري:
- التربية الجنسية السليمة
- التربية الجنسية فيما يتعلق بالممارسات الجنسية المثلية
- برامج لمنع مشاركة الإبر بين مدمني العقاقير
- مراكز للوقاية من خطر الاصابات المنقولات عن طريق الإبر الطبية
- ثقافة الممارسات الجنسية الآمنة
- خدمات للكشف عن الإصابة بالفيروس بين الأزواج
- تشجيع المصابين على الاحجام عن العلاقات الجنسية
- تنظيم شئون الهجرة من وإلى البلاد المنتشر بها الفيروس

وكل هذه السلوكيات قد أثبتت انها على مستويات عالية من الكفاءة، والقبول الاجتماعي، إلى جانب كونها علمية ومقنعة من وجهة نظر الأطباء. يتضح أن الشعوب والمجتمعات التي تخضع لفحوصات مستمرة للكشف عن الفيروس هي أقل عرضة للتورط في ممارسات تزيد خطر الإصابة بفيروس نقص المناعة. لذلك دائما يعد الفحص للكشف عن الفيروس جزء من أي إستراتيجية تهدف لتشجيع البشر للتغيير من سلوكياتهم التي تعرضهم لخطر الإصابة بفيروس نقص المناعة. وأكثر من 60 دولة تفرض الآن على المصابين بفيروس نقص المناعة البشرية حظرًا من السفر اليها أو الإقامة لفترات قد تطول أو تقصر.

### حملات وإعلانات دعائية مستمرة
يتم إيصال رسائل مقنِعة للمواطنين بشكل مستمر عن طريق وسائل الدعايا الصحية وكذلك حملات دعائية مجتمعية صممت خصيصًا لتثقيف الناس وتوعيتهم بمخاطر الإصابة بفيروس نقص المناعة ومرض نقص المناعة المكتسب «الايدز» واحتياطات بسيطة يمكن من خلالها تجنب الإصابة بالفيروس وتعد من أهم الخطوات في سبيل مكافحة المرض.
وهذه الرسائل المقنعة نجحت في زيادة المعرفة لدى الناس عن مخاطر الإصابة بالفيروس، وكذلك الدعايا ومواقع التواصل ساعدت في توصيل معلومات هامة وارشادات أثبتت كونها فعالة في دعم سلوكيات أفضل والتوعية بضرورة استخدام الواقي الذكري في المستقبل بالرغم من أنها لم تكن في البداية تحقق تغيير جذري في السلوكيات إلى أن بدأت تهدف إلى سلوكيات صحية بعينها.
في نفس الوقت، فإن الابحاث في مجال التواصل الطبي توصلت أيضًا إلى ان أهمية الدعوة نحو المهارات الهامة والتوعية بالوسائل المتاحة أكبر بالنسبة للبشر ذوي المكانة الاجتماعية الاقل. ولكن ليست بالضرورة مهمة لدى الطبقة الأعلى في المجتمعات.
وعلى سبيل المثال فإن الأمريكيين ذوي البشرة السوداء والأصول الأفريقية بحاجة للتوعية أكثر بالاحتياطات التي من الممكن مراعاتها من قِبلهم لتكون مفيدة على الصعيد الصحي مثل السيطرة على الحالة النفسية، وتعاطي العقاقير، والتخطيط المسبق للعلاقات الجنسية.
وعلى العكس فإن هذه الدعوات أقل أهمية بالنسبة للأمريكيين البيض.

### العلاقة الجنسية
من المؤكد ان الاستخدام الدائم للواقي الذكري يقلل من خطر انتقال الفيروس خلال العلاقات الجنسية متباينة الجنس بنسبة 80% على المدى الطويل. وفي حالة اصابة أحد طرفي العلاقة بالفيروس فإن الاستخدام الدائم للواقي الجنسي قد ينتج عنه إصابة للشريك الآخر بنسبة تقل عن 1% سنويًا. وتشير بعض الاحصائيات بأن الواقي اللأنثوي يحقق نفس النتائج المرجوة للواقي الذكري ولكنها معلومات غير موثوقة. اتضح ان استخدام بعض موانع الحمل الموضعية كمبيدات الحيوانات المنوية مثل منتج «9-نينوكسينول» قد يعزز من فرص انتقال الفيروس حيث انه ينتج عنه تهيج والتهابات المهبل والقناة الشرجية. على الصعيد الآخر وجد أنه استخدام جيل موضعي يحتوي على عقار «تينوفوفير» -والذي هو مضاد لعمل فيروسات النسخ العكسي- مباشرة قبل الاتصال الجنسي يقلل من نسب الإصابة بالفيروس بمعدل 40% لدى النساء الأفريقيات.
وتحد عملية الختان للذكور التي تتم بانتظام في منطقة الصحراء الكبرى الافريقية من فرص انتقال عدوى فيروس نقص المناعة البشرية في الرجال مغايري الميول الجنسية «غير المثليين» بنسب تتراوح بين 38% إلى 66% على مدار عامين. وبناءًا على ذلك فإن منظمة الصحة العالمية وبرنامج الأمم المتحدة المشترك لفيروس نقص المناعة البشرية/ الايدز "UNAIDS" يوصيان بختان الذكور كوسيلة للحد من انتقال الفيروس من النساء المصابات إلى الرجال خلال العلاقات الجنسية بين المغايرين منذ عام 2007. وأما الحديث عن دوره في الحد من انتقال الفيروس من الرجال للنساء في العلاقات متباينة الجنس، وكذلك دوره في الحماية في البلاد المتقدمة والأكثر ثقافةً أو عن دوره في الحد من الانتقال بين الرجال في العلاقات الجنسية المثلية فإنه مازال محل لجدل غير محسوم. بالنسبة للرجال في العلاقات الجنسية المثلية فإن الاحصائيات تشير إلى ان الطرف الإيجابي في العلاقة الجنسية أقل عرضة للإصابة بالفيروس. يخشى بعض الخبراء من أن الفهم الأخطاء لدور الختان في الحماية من الإصابة قد يدفع بعض الرجال للدخول في علاقات جنسية غير آمنة كثيرة من شأنها تزيد تعرضهم لخطر أكثر من الأمان الذي توفره عملية الختان نفسها وبذلك يصبح أثرها المفيد أكثر سلبية. ولكن النساء اللاتي يتعرضن لعملية تشويه الاعضاء الجنسية «ختان الاناث» هن أكثر عرضة للإصابة بالفيروس.
أتضح مؤخرا أن البرامج التي تشجع على الإحجام عن العلاقات الجنسية للاشخاص المصابين لا تظهر تأُثيرًا ملحوظًا للحد من الإصابة بالفيروس في البلاد الغنية وذات الدخول المرتفعة للأفراد. وكذلك الدلائل على وجود نتائج ملحوظة من برامج تهدف إلى تثقيف الشريك الجنسي غير مدعومة. ولكن تدريس مفاهيم تربية جنسية الشاملة في المدارس قد يساهم بشكل أو بآخر في الحد من السلوكيات الخطيرة. ومع ذلك فإنه يوجد أقلية ملموسة في المجتمع من الشباب لا تكف عن التورط في ممارسات خطيرة على الرغم من امتلاكهم معلومات كافية عن فيروس نقص المناعة ومرض الايدز ولكنهم يستهينون بفرصهم للإصابة بهذا المرض. يزعم أنه علاج الأمراض المنقولة جنسيًا الأخرى يساهم بشكل أو بآخر في الوقاية من المرض ولكن ذلك غير مثبت تمامًا.

### احتياطات ما قبل التعرض لخطر الإصابة
أثبت العلاج المبكر لمرضى فيروس نقص المناعة البشرية بواسطة العقاقير المضادة لفيروسات انزيم النسخ العكسي قدرة على حماية الشريك الجنسي للمصاب من انتقال العدوى إاليه بنسبة 96%. اجراءات الوقاية قبل التعرض للإصابة تتضمن جرعة يومية من عقار تينوفوفير ربما يضاف اليه جرعة من إمتريسيتابين والذي قد أثبت فعاليته في أكثر من تجربة، بما في ذلك ممارسات الجنس المثلية بين الرجال، والعلاقات الجنسية المختلطة التي يكون أحد طرفها مصابًا بالفيروس، وكذلك تمت تجربتها بين الأزواج الشبان في أفريقيا.
هناك أيضًا احتياطات عالمية تضمنها هيئات الرعاية الصحية وقد أثبت هي الأخرى أهميتها في الحد من خطر مرض الايدز. وكذلك تمثل تعاطي الأدوية المخدرة بالابر المشتركة أحد أهم عوامل الخطورة لانتقال المرض لذلك تقوم سياسات على تقليل الخطر من الإدمان عن طريق توفير مراكز توفر التعاطي الآمن للمدمنين، ومن ثم مراكز علاج إدمان المورفين واستبداله بعد نجاح خطة الحد من خطر الإصابة بالفيروس أولًا.
وكذلك برامج الحد من مشاركة إبر العقاقير المعروفة فعالة في تقليل نسبة الإصابة بفيروس نقص المناعة بين متعاطي إبر العقاقير في المجتمعات المختلفة. كذلك تدقيق الصيدليات على بيع الإبر وعدم صرف الإبر الا من خلال الوصفات الطبية ساهم في تقليل خطر انتقال العدوى بالفيروس. وكذلك مراكز الحقن الآمن الصممة خصيصًا لمواكبة أخطار انتقال الإصابة بالفيروس في أكثر الفئات المعرضة للإصابة ومنها مدمني الإبر المخدرة. ولكن هناك كثير من الدواعي القانونية والاخلاقية تهدد تواجد مثل هذه المراكز والتي تقوم على أساس تقليل الخطر الناتج عن الإدمان وليس على محاربة الإدمان سواء في الولايات المتحدة الأمريكية أو غيرها من مختلف دول العالم.
أجرت المراكز الأمركية التابعة لمنظمة الوقاية ومكافحة الأمراض "CDC" بدراسة مشتركة مع وزارة الصحة العامة التايلاندية لقياس فاعلية تزويد الاشخاص المدمنين على إبر المواد المخدرة بجرعات يومية من العقاقير المضادة لفيروسات انزيم النسخ العكسي مثل التينوفوفير كإجراء وقائي. وقد أظهرت النتائج هبوط عدد الحالات المكتشفة في مجموعات الاختبار التي تعاطت العقار بنسبة تقارب 48.9 % بالمقارنة مع مجموعة القياس والتي تم اعطاؤها علاج وهمي «ارضائي».
أعلن المسئول عن الدراسة التحقيقية في جريدة “Lancet Medical Journal” الآتي: «نعلم الآن تمامًا أن الاحتياطات التي ممكن اتخاذها قبل التعرض لخطر الإصابة من الممكن أن تكون خيار قوي وحيوي للوقاية من فيروس نقص المناعة بالذات في مجموعات الناس الأكثر عرضة للإصابة بالعدوى سواء من خلال الانتقال الجنسي للمرض أو من تعاطي الإبر المخدرة».

### احتياطات يجب اتخاذها بعد التعرض لخطر انتقال العدوى
تم وضع خطة تتضمن جرعات مقررة من العقاقير المضادة لعمل انزيمات النسخ العكسي والتي يجب تعاطيها خلال من 48 أو 72 ساعة من التعرض للخطر سواء التعرض لدم ملوث من شخص مصاب بفيروس نقص المناعة البشرية أو التعرض للافرازات الجنسية لشخص مصاب والتي تعرف باحتياطات ما بعد التعرض لخطر العدوى.
وجد أن تعاطي جرعة واحدة من عقار الزيدوفودين يقلل من خطر انتقال العدوى خمسة أضعاف بعد التعرض لشكة من إبرة ملوثة بدم المصاب، كذلك يجب تعاطي العقار لمن يتعرضون للاعتداء الجنسي من شخص ما مصاب الفيروس، ولكن إذا ما كان الشخص المعتدي غير معروف إصابته بالفيروس من عدمه فالأمر محل خلاف.
هناك أنظمة دوائية حديثة تتضمن الاستخدام الموضعي لعقار لوبينافير/ ريتونافير أو لاميفودون/زيدوفودين وأخر يتضمن امتريسيتابين/تينوفوفير ويعتقد أنها تساهم في الوقاية بعد ذلك.
يتم تعاطي هذه الأدوية عادة لمدة 4 أسابيع، ويكون مصاحب لها أعراض جانبية مميزة حيث يسبب الزيدوفودين أعراض جانبية في 70 % من المتعاطين مثل الغثيان في 24% من الاشخاص، والارهاق المستمر في حوالى 22%، واضطرابات عاطفية في حوالي 13% من الحالات وسجلت اصابات بالصداع في حوالي 9% من الاشخاص.

### خدمات الرعاية والمتابعة
تم كذلك وضع بعض الخطط والاستراتيجيات لتقليل فرص التعرض لخطر الإصابة مرة أخرى ومنع حدوث الإصابة بفيروس نقص المناعة البشرية. تشجع الوحدات العلاجية أولئك الذين تلقوا بالفعل العلاج المضاد للفيروس للحضور مرة أخرى والخضوع لاختبارات للتأكد من أن خطر الإصابة قد تم تجنبه بنجاح، بعض هذه الاستراتيجيات تتضمن رسائل نصية وبريد اليكتروني لهؤلاء الناس، وتم استحداث وسائل الاتصال الحديثة هذه لتكون إلى جانب الوسائل التقليدية من المحادثات الهاتفية والخطابات لتواصل أفضل.

### احتياطات لمنع انتقال العدوى من الأم لطفلها
تم اعتماد برامج لمنع انتقال عدوى الفيروس من الأم المصابة للأطفال ويقدر بأن هذه البرامج قد تسهم في تقليل فرص حدوث الإصابة بنسب تترواج بين 92 – 99%. يتضمن ذلك بشكل أساسي استخدام مجموعة من العقاقير المضادة للفيروسات وكذلك بعد الولادة للجنين ولكن أيضًا قد يتضمن استبدال الرضاعة الطبيعية بالرضاعة الصناعية. وحيث أن استبدال وسيلة الرضاعة هو أمر بسيط ومقبول ومتوفر ولا يمثل عبئا ماليًا كبيرًا وآمن فإن الأمهات المصابة بالفيروس يجب عليهن تجنب الرضاعة الطبيعية لاطفالهم بالرغم من أن الاطباء ينصحون بالاقتصار على الرضاعة الطبيعية في أشهر الطفل الأولى ولكن ليس في هذه الحالات. ولكن إذا أصرت الأم على اللجوء للرضاعة الطبيعية فإن استخدام العقاقير المضادة لفيروسات النسخ العكسي للجنين لمدة طويلة وباستمرار قد يساهم كثيرًا في حمايته من انتقال عدوى فيروس نقص المناعة البشرية إليه.

### مشروع التطعيم المضاد لفيروس نقص المناعة البشرية
مع استمرار المحاولات المستمرة لاستحداث لقاح مضاد لقيروس نقص المناعة البشرية لم تنجح أي محاولة في الوصول إلى لقاح فعال حتى عام 2012، حيث أظهرت التجارب التوصل إلى لقاح يسمى RV 144  والذي اظهر كفاءة جزئيًا بمعدل 30% في تكوين مناعة ضد الفيروس وأحدثت نتائجه دعوات متفائلة في مجال البحث العلمي للتوصل للقاح فعلى فعال للفيروس. حتى الآن مازالت التجارب قائمة ومستمرة للتوصل لهذا اللقاح.

### العلاج الجيني
توصلت الابحاث أن بعض الاشخاص لديهم طفرة على أحد الجينات وهو الجين CCR5 وهو بروتين يعمل كمستقبل على خلايا الدم البيضاء المناعية وحيث أن الطفرة تجعل الفيروس غير قادر على التعرف على هذا المستقبل وبالتالي يجعل ذلك هؤلاء الاشخاص آمنين من الإصابة بالمرض، وقد تجري محاولات لاستحداث هذه الطفرة على جينات الافراد الأخرى وقد يجعلهم ذلك محصنين من الإصابة بفيروس نقص المناعة البشرية.

### التشريعات القانونية
توصلت السلطات إلى ن المحاولات لاستحداث تشريعات لتجريم التسبب في انتقال عدوى الفيروس ليست وسيلة فعالة لتحجيم انتقال الفيروس وعلى العكس فمن شأنها أن تحدث ضررًا أكبر من النفع المرجو منها.
قديمًا كانت عديد من الولايات الأمريكية تجرم حيازة أي إبر طبية بدون وصفة طبية وقد امتد الأمر إلى اعتقال من قد يتواجد فأي مكان يتم من خلاله تشارك الإبر الطبية مع الآخرين.
بجانب التشريعات القضائية التي تحجم الوصول وحيازة الإبر الطبية بدون وصفة طبية، فإن بيانات الوصفات الطبية المتوافرة للإبر تمثل قاعدة بيانات هامة للوصول لأولئك الذين يواجهون خطر الإبر غير الآمنة. أظهرت الدراسات المجتمعية ان البرامج المنفذة لترشيد الوصول للإبر هي فعالة اجتماعيًا واقتصاديًا وساعدت في دعم مراكز الإبر الآمنة لمتعاطي المخدرات وتنظيم بعض القوانين الخاصة بها والمتعلقة بحيازة الإبر الطبية بشكل خاص. بداية من 2006، فإن 48 ولاية أمركية أعطت 48 ولاية أمريكية الحق في إنشاء مراكز للحقن الآمن لمدمني العقاقير وكذلك أتاجت شراء الإبر المعقمة بدون وصفة طبية من الصيدليات.
يمثل ازالة مثل هذه العقبات الكبيرة عن عمليات الحقن الآمن وغيرها من المحظورات على امتلاك الإبر المعقمة جزءًا من القوام الأهم للمفهوم الشامل لخطوات الحد من انتقال فيروس نقص المناعة البشرية بين مدمني الإبر المخدرة.
وهذه العوائق التي يجب ازالتها تتضمن القوانين المنصوص عليها والأخرى المطبقة بالفعل على أرض الواقع، والأشخاص المعنيين حقيقةً بتنفيذ تلك القوانين من رجال الشرطة والسلطات، والذين قد يمتثلون لمثل هذه القوانين أو لا وذلك لأن التغيير والتعديل على مثل هذه القوانين قد يصبح بلا قيمة حقيقية في السيطرة على المرض طالما يصر رجال الشرطة المعنيين بتنفيذ هذه القوانين على النظر لمدمني الإبر المخدرة باعتبارهم مجرمين وأن امتلاكها أو المشاركة في توفيرها لهم أو أن توافر مراكز الحقن الأمن نفسها هي عمل إجرامي. فعلى الرغم من أن معظم مراكز الحقن الآمن هذه في الولايات المتحدة تعمل الآن بشكل قانوني وشرعي فإن كثير من العاملين بها متضررين من وجود تدخل مستمتر لرجال السلطات.
وأظهرت الأبحاث في البلدان الأخرى أيضًا نفس التناقض بين القوانين المنصوص عليها وتلك التي تطبق على أرض الواقع ومن الامثلة على ذلك في دولة قرغيزستان على الرغم من أن احتراف العمل بالجنس والدعارة وبيع الإبر الطبية وحيازة الإبر غير مجرمة وعلى الرغم من سماح القانون بحيازة كميات صغيرة من العقاقير المخدرة، فإنه مازالت توجد فجوة كبيرة بين هذه السياسات الجديدة وبين مفاهيم وممارسات السلطات التنفيذية.
من أجل تحسين وتنمية مجهودات الصحة العامة لحماية المجموعات المعرضة للخطر، فيجب أن تكون ممارسات السلطات التنفيذية متماشية سياسات وممارسات الصحة العامة. وهذا التوافق يجب أن يتحقق من خلال الجهود السياسية والتدريب وجهود التنسيق.

### معايير الجودة في الوقاية من الفيروس
تسعى منظمة الاتحاد الأوروبي EU-wide  ولجنتها المختصة بالحركة المشتركة لتحسين جودة الوقاية من فيروس نقص المناعة البشرية إلى زيادة كفاءة الوقاية من فيروس نقص المناعة في أوروبا من خلال أدوات عمليات ضمان الجودة (QA) وتحسين الجودة (QI).

## نظرة تاريخية

### الثمانينات
كان المركز العالمي لمكافحة الأوبئة CDC  هو أول منظمة ظهور وباء عالمي والذي عرف فيما بعد بالايدز. وفي يوم 5 يونيو عام 1981 كان الإعلان الأول عن الوباء بعد أن أوردت بعض التقارير الصحافية مقالات تبرز إصابة 5 حالات بالتهابات رئوية حادة نادرة بسبب ميكروب متكيسة رئوية جؤجؤية، والخمس حالات من الرجال المثليين في مدينة لوس أنجلوس الأمريكية.
في مايو 1983، تمكن العلماء من التوصل إلى عزل أحد فيروسات النسخ العكسي والذي عرف فيما بعد ذلك بالفيروس المسبب لنقص المناعة البشرية من مريض بوباء الايدز في فرنسا. ومن ذلك الوقت تم اعتبار مرض الايدز نتيجة للإصابة بفيروس نقص المناعة البشرية المكتسبة ومن وقتها وحتى الآن بدأ الناس يعتبرون الوقاية من فيروس نقص المناعة المكتسبة هو السبيل الوحيد لمنع وباء الايدز من الانتشار.
في بداية الأمر، في ثمانينيات القرن الماضي لم يفهم المسئولون السياسيون وغيرهم من العامة أن التداخل الخطير بين شبكات الدعارة وشبكات الإبر المخدرة غير الآمنة واطلاق أيديهم في المجتمع العام قد تسبب في إصابة آلاف من البشر على مستوى مختلف دول العالم بفيروس نقص المناعة البشرية.
حتى ذلك الوقت، أنكر قادة كثير من الدول وكذلك منظمات الصحة المعنية بها تعرض العامة لأخطار الإصابة بفيروس نقص المناعة البشرية ومرض الايدز واعتقدوا ان ذلك منحصرًا في فئة معينة.
في عام 1987، وافقت إدارة الغذاء والدواء FDA  في الولايات المتحدة على عقار زيدوفودين (AZT)  ليكون بذلك العقار الدوائي الأول تاريخيًا المستخدم في علاج مرض الايدز. وفي هذه الآونة تم إنشاء اتحاد ACT UP  وكان أحد أهم أولويات هذه المجموعة هو التوصل لطريقة ما لتوفير مزيد من العقاقير الطبية لمرضى الايدز لمحاولة مساعدتهم. وعندما أصبح عقار AZT  متاحًا عالميًا، كان مرتفع السعر جدًا في البداية ولا يمكن الحصول عليه من قِبل مرضى الايدز الا الأغنياء منهم. لذلك كون الدواء متوفرًا ولكن بثمن باهظ للغاية كان سببًا لتأجج الكثير من المظاهرات والاحتجاجات أمام مكاتب إدارة الغذاء والدواء الأمركية FDA.

### منذ 2003
في عام 2003، أعلنت كل من سوازيلاند ودولة بوتسوانا عن احتمالية كون 4 من كل 10 من مواطنيهم حاملًا للفيروس. وحول ذلك أعترف الرئيس البوتسواني فستوس موغاي وجود خلل عظيم في البنية التحتية اللازمة لتواجد تدخل فعال من المجتمع الدولي والمساعدات الخارجية المطلوبة كاستشارات طبية متوفرة في وحدات الرعاية الصحية وبرامج معنية بتوفر العقاقير المضادة لفيروسات النسخ العكسي، ومن هذا المنطلق بدأ شخصيُا في التدخل المباشر لحل قضايا انتشار فيروس نقص المناعة البشرية حول العالم. أما في سوازيلاند فقد اختارت الحكومة عدم الإفصاح عن المشكلة علنيًا مباشرة بالشكل الموصى به من قبل الهيئات الطبية مما تسبب في وفاة الكثير من المواطنين. وفي الإعلام الدولي، أبدت الحكومات الأفريقية دورها كمشاركة بصفة أساسية في مقاومة انتشار فيروس نقص المناعة البشرية سواء من خلال مجهودات مباشرة فعالة أو من غير مباشرة.
وأدى ذلك لاثارة نقاشات عالمية عن سبب كون فيروس نقص المناعة البشرية يتواجد في البلاد الافريقية بمعدلات عالية للغاية، وذلك حتى يتأتى لنا معرفة السبب وراء ذلك وبالتالي يمكن العمل على توفير خطط عمل لمقاومة هذا الانتشار السريع للفيروس. مسبقًا أعلن بعض الباحثون أن السبب في النسب العالية لانتشار فيروس نقص المناعة في أفريقيا ربما يرجع إلى انتشار الممارسات الطبية غير الآمنة والتي تتسبب في انتقال العدوى بالدم الملوث مثل خدمات التطعيم ضد الامراض والحقن الطبية وإعادة استخدام بعض الادوات الناقلة للعدوى. ولكن في مارس عام 2003 أعلنت منظمة الصحة العالمية بيانًا ينص أن الاغلب من هذه الاصابات بالفيروس كانت نتيجة للممارسات الجنسية المغايرة غير الآمنة.
وفي خضم تزايد معدلات خطر الإصابة بالفيروس، تحدث الكاردينال ألفونسو لوبيز تروخيللو، الناطق باسم الفاتيكان، عن استخدام الواقي الذكري قائلًا أنه ليس فقط أمر غير أخلاقي ولكنه أيضًا غير فعال في محاربة انتشار فيروس نقص المناعة البشرية. ونتج عن ذلك تعرض الكاردينال لانتقادات بالغة من مختلف هيئات الصحة العامة العالمية، التي كانت تحاول الترويج لاستخدام الواقي الذكري باعتباره وسيلة فعالة لمقاومة انتشار فيروس نقص المناعة البشرية.
في عام 2001، شنت الولايات المتحدة حربها على أفغانستان رغبة  في القضاء على حركة طالبان، وبالرغم من أن طالبان كانت معارضة لنشاط زراعة الأفيون وكذلك تجارة الهيروين، فإن مع سقوط الحكومة الأفغانية أثناء الحرب فقد انتعشت تجارة المخدرات. وبحلول عام 2003، فقد عج العالم بكميات متزايدة من الهيروين، خاصة في الدول التابعة سابقًا للاتحاد السوفيتي مما نتج عنه زيادة في معدلات الإصابة بفيروس نقص المناعة البشرية بسبب مشاركة الإبر الطبية بين المتعاطيين. وقد زادت الجهود المبذولة للحد من انتقال الفيروس عن طريق الإبر غير الآمنة في هذه البلدان.

### منذ 2011
في يونيو عام 2011، أعلنت منظمة الصحة العالمية WHO  ومنظمة UNAIDS  التابعة للأمم المتحدة بأن التعاطي اليومي لقرص واحد من العقاقير المضادة لفيروسات النسخ العكسي، بامكانها الحد من خطر انتشار فيروس نقص المناعة بشكل ملحوظ خاصة في العلاقات المغايرة. وهذه النتائج تم اعتمادها بناءًا على دراستين أجريتا في كينيا وأوغندا وكذلك في بوتسوانا.
وأجرت تجربة أخرى عن فائدة الاجراءات الوقائية قبل الممارسة الجنسية بين الشركاء الجنسيين بتمويل من مؤسسة بيل ومليندا غيتس، وبواسطة المركز الدولي للأبحاث الاكلينيكية التابع لجامعة واشنطن الأمريكية.
وقد أجريت الدراسة على حوالي 4758 من الازواج المغايرين في كينيا وأوغندا، بحيث كان أحد الطرفين مصاب بالفيروس والاخر سليم، وتم إعطاء الطرف السليم إما قرص يومي من عقار التينوفوفير، أو تركيبة من عقاري التونوفوفير والإمتريسيتابين ومجموعة أخرى تم اعطاءها عقار ارضائي لا يحتوي على أي عقاقير كيميائية. وقد تم توفير الاستشارات الطبية والواقي الذكري المجاني لهذه الأزواج. وكنت النتائج أن الازواج الذين تم اعطاؤهم تينوفوفير والاخرين الذين تم عطاؤهم مركب التينوفوفير والامتريسيتابين انخفضت معدلات اصابيتهم بالفيروس بنسبة 62 % و73 % على التوالي مقارنةً بهؤلاء الذين تعاطوا عقارًا ارضائيًا.
وقد ظهرت نتائج مشابهة عن تجربة TDF2 التي أجريت بواسطة مراكز مكافحة الأوبئة في الولايات المتحدة الامريكية بالاشتراك مع وزارة الصحة البوتسوانية. وشملت الدراسة حوالي 1200 زوج غير مصابين بالفيروس، في مدينة فرانسيستاون في بوتسوانا المعروفة بكونها تملك أعلى معدلات الإصابة بالفيروس. تم إعطاء مجموعة من المشاركين قرص يومى مركب من عقاري التينوفوفير والامتريسيتابين، والمجموعة الأخرى تم اعطاؤها العقار الارضائى، وفي هؤلاء الذين تعاطوا العقار المضاد للفيروس تم تسجيل انخفاض في معدلات الإصابة بالفيروس بنسبة 62 % مقارنة بالمجموعة الأخرى.
وجد ان السلالة أ من فيروس نقص المناعة البشرية HIV-1  هي عنيفة نوعًا ما وتقوم بنسخ مادتها الوراثية بشكل دائم إلى الحمض النووي للمصاب، وبذلك تجبر المريض على تناول العلاج مدى الحياة للسيطرة على الفيروس ومحاولة تثبيط حدوث هجمات جديدة. يعمل الآن فريق من الباحثين من مدرسة الطب بجامعة تيمبل على تصميم طريقة ما لاستخراج المادة الوراثية من الفيروس من الحمض النووي للمريض بشكل نهائي. وهذه تعد واحدة من أهم الخطوات في طريق توفير علاج دائم لمرض الايدز، وتعد هذه أول محاولة ناجحة لاستئصال فيروس Hiv-1  الكامن في الخلايا البشرية.
في دراسة منشورة من قبل أكاديمية العلوم المعروفة باسم  PNAS  يقوم الدكتور خليل ومجموعة من الزملاء الآخرين، بالحديث عن ابتكارهم لأدوات جزيئية دقيقة يمكن من خلالة مسح الشفرة الوراثية لفيروس HIV-1  من الحمض النووي. وذلك عن طريق تصميم مركب من انزيم  ببتيداز يقوم بقص الحمض البشري عن مناطق معينة ومعه شريط مساعد من حمض نووي RNA  يعرف باسم (RNA guide (gRNA يمكنه التعرف ومطاردة الجينوم الفيروسي وقص الفيروس HIV-1 من الحمض النووي للخلية. وبعد ذلك ستتولى الخلية إعادة ربط تصحيح الحمض النووي الخاص بها ذاتيًا من خلال ربط الاجزاء المقطوعة معًأ مرة أخرى بواسطة انزيمات مخلقة ذاتيًا تاركًا الخلايا سليمة تمامًأ وخالية من الفيروس.
وبما أن الفيروس HIV-1  لا يمكن استخراجه والتغلب عليه أبدًا بواسطة جهاز المناعة، فإن استئصال مادته الوراثية أمر حتمي من أجل علاج هذه الخلايا المصابة. ومن الممكن بعد ذلك استخدام نفس التقنية في علاج مختلف من الفيروسات، حيث أظهرت الابحاث أن هذه الأدوات الجزيئية تعد بشئ مبشر أكثر ربما لقاح علاجي يقوم بتسليح الحمض النووي للخلايا بانزيم نوكلياز nuclease  مع شريط من الحمض النووي RNA ويعرف ب nuclease-RNA combination يعتقد العلماء أنه لا يسمح بإصابة الخلايا بفيروس نقص المناعة البشرية المكتسبة من الأساس.